# ساناتوگا (پنسیلوانیا)
ساناتوگا (به انگلیسی: Sanatoga) یک منطقهٔ مسکونی در ایالات متحده آمریکا است که در پنسیلوانیا واقع شده‌است. ساناتوگا ۸٬۳۷۸ نفر جمعیت دارد.